# Masicera morio
Masicera morio är en tvåvingeart som först beskrevs av Carl Ludwig Doleschall 1858.  Masicera morio ingår i släktet Masicera och familjen parasitflugor. Inga underarter finns listade i Catalogue of Life.